# Har Chizkijahu
Har Chizkijahu (hebrejsky: הר חזקיהו) je vrch o nadmořské výšce 838 metrů v jižním Izraeli, v pohoří Harej Ejlat.
Nachází se cca 12 kilometrů severozápadně od města Ejlat, přímo na mezistátní hranici mezi Izraelem a Egyptem. Má podobu výrazného odlesněného skalního masivu, jehož svahy spadají na východní straně do hlubokých údolí, jimiž protékají vádí. Konkrétně jde o vádí Nachal Racham a Nachal Šchoret. Krajina v okolí hory je členěna četnými skalnatými vrchy jako Har Jeho'achaz na jihu, Har Šchoret na jihovýchodě nebo Har Uzijahu na severní straně. Na egyptském území na západ od hory Har Chizkijahu se rozkládá jen mírně zvlněná náhorní planina Sinajského poloostrova. Hora je turisticky využívaná. Z vrcholu se nabízí kruhový výhled. Po východním okraji vrcholové partie vede hraniční silnice číslo 12.